# Norio Taniguchi
Norio Taniguchi (谷口 紀男, Taniguchi Norio) (27 de Maio de 1912 — 15 de Novembro de 1999) foi professor da Tokyo Science University. Ele cunhou o termo nanotecnologia, em 1974 para descrever processos de semicondutores, como deposição de filme fino e moagem de feixe de íons exibindo controle característico da ordem de um nanômetro: "Nanotecnologia" consiste principalmente no processamento de separação, consolidação, e deformação de materiais por um átomo ou uma molécula".
Taniguchi iniciou sua pesquisa em mecanismos abrasivos de usinagem de alta precisão de materiais duros e quebradiços. Na Universidade de Ciência de Tóquio, ele foi o pioneiro na aplicação de técnicas de feixe de energia para processamento de materiais de ultraprecisão; estes incluíam eletro descarga, microondas, feixe de elétrons, fótons (laser) e feixes de íons.
Ele estudou o desenvolvimento das técnicas de usinagem de 1940 até o início dos anos 1970 e previu corretamente que, no final dos anos 1980, as técnicas teriam evoluído a um grau em que precisões dimensionais superiores a 100 nm seriam alcançáveis.

## Reconhecimento
A Sociedade Europeia de Engenharia de Precisão e Nanotecnologia presenteou o Professor Taniguchi com seu primeiro prêmio pelo conjunto de sua obra em Bremen, maio de 1999.
A citação sobre o prêmio do Professor Taniguchi dizia:
Em reconhecimento às suas contribuições únicas e notáveis para a pesquisa e o desenvolvimento nas tecnologias de processamento de materiais de ultraprecisão e em 1974, sendo o primeiro a formular e usar o termo Nanotecnologia. Por meio de sua visão, escritos e exemplos de dedicação total ao seu campo de atuação, ele estimulou o desenvolvimento do que será uma das tecnologias dominantes do século XXI.